# Sełyszcze (obwód czerkaski)
Sełyszcze (ukr. Селище) – wieś na Ukrainie, w obwodzie czerkaskim, w rejonie zwinogródzkim, siedziba administracyjna hromady. W 2001 roku liczyła 1576 mieszkańców.